# Abdullah Al-Hashash
Abdullah Al-Hashash (en árabe: عبدالله الحشاش‎; Riffa, Baréin, 25 de enero de 1996) es un futbolista de Baréin que juega en la posición de delantero con el Al-Ahli Manama de la Liga Premier de Baréin.

## Carrera

### Club
| Periodo   | Club                    |
| --------- | ----------------------- |
| 2019–2020 | Busaiteen Club          |
| 2020–2022 | Hidd SCC                |
| 2021–2022 | → Budaiya Club (cedido) |
| 2022–     | Al-Ahli Manama          |

### Selección nacional
Al-Hashash debutó con Baréin el 27 de enero de 2022 en una victoria por 3–1 ante Uganda en un partido amistoso, partido donde anotó su primer gol internacional. Fue convocado para jugar en la Copa Asiática 2023. Anotó un gol en el torneo el 15 de enero de 2024 en la derrota por 1-3 ante Corea del Sur.